# Limba tokelauană
Tokelauan (/ toʊkəˈlaʊən /) este o limbă polineziană vorbită în Tokelau și pe insula Swains (sau Olohega) în Samoa Americana. Este strâns legată de tuvaluan și este legată de samoana și alte limbi polineziene. Tokelauana are un statut de cooficialitate cu limba engleză în Tokelau. Există aproximativ 4.260 de vorbitori de tokelauana, dintre care 2.100 locuiesc în Noua Zeelandă, 1.400 în Tokelau și 17 în Insula Swains. „Tokelau” înseamnă „nord-nord-est”.
Loimata Iupati, directorul educației din Tokelau, a declarat că este în proces de traducere a Bibliei din engleză în tokelauana.Tokelauana a fost o limbă de vorbire frecventă până în urmă cu aproximativ douăzeci de ani. Dintre cele 4600 de persoane care vorbesc limba, 1600 dintre acestea trăiesc în cele trei atoluri din Tokelau - Atafu, Nukunono și Fakaofo. Aproximativ 3000 de persoane din Noua Zeelandă vorbesc tokelauana, iar restul de vorbitori cunoscuți tokelauan sunt răspândiți în Australia, Hawaii și Coasta de Vest a Statelor Unite.Limba tokelauan seamănă foarte mult cu ruda ei genealogică mai vorbită și apropiată, samoana; cei doi mențin un grad de inteligibilitate reciprocă.